# Jensenia difformis
Jensenia difformis là một loài rêu trong họ Pallaviciniaceae. Loài này được (Nees) Grolle mô tả khoa học đầu tiên năm 1964.